# Mágócsy-Dietz Sándor
Mágócsy-Dietz Sándor (eredetileg Dietz Sándor, Ungvár, 1855. december 7. – Budapest, 1945. február 27.) magyar botanikus. Sokoldalú tudós volt, fő kutatási területe, a növényélettan és a növényszervezettan mellett foglalkozott erdészeti botanikával (dendrológia), növénymorfológiával, növénykórtannal, szőlészeti botanikával (ampelológia) és gombakutatással (mikológia) is. 1897-től a Magyar Tudományos Akadémia tagja volt.

## Életpályája
Eperjesen nevelkedett nagybátyja, a botanikus Hazslinszky Frigyes Ákos házában, ő szerettette meg a növénytant az ifjú Dietzcel. Az eperjesi evangélikus kollégiumot 1866–1874 között végezte el, ezt követően az Ázsia-utazó Andrássy Manó gróf családjában vállalt nevelői állást. 1876–1879 között a Budapesti Tudományegyetem természetrajz–kémia szakát végezte el, tanári oklevelét 1880-ban szerezte meg. Időközben, 1879-ben egy tanévet tanársegédként oktatott a selmecbányai erdészeti akadémián. 1880-tól a Budapesti Tudományegyetem növénytani tanszékén Jurányi Lajos tanársegédje lett. 1883-ban növénytanból megszerezte bölcsészdoktori oklevelét. 1886–1887 között állami támogatással tanulmányutat tett Svájcban, majd a németországi Tübingenben dolgozhatott az ozmózisjelenségek hírneves kutatója, a növényfiziológus Wilhelm Pfeffer sejtélettani laboratóriumában. 1889-ben a növénytan és a mikológia (gombakutatás) egyetemi magántanára lett. Mindeközben 1888–1897 között a fővárosban középiskolai tanárként is tevékenykedett, 1895-ben pedig újabb botanikai tanulmányutat tett – ezúttal a földművelésügyi  minisztérium megbízásából – Dél-Franciaországban és Olaszországban, ahol a szőlő betegségeit tanulmányozta. 1897-ben a növénytan és mikológia nyilvános rendkívüli tanárává nevezték ki, s ugyanettől az évtől a Budai Állami Tanítóképezdében végzett oktatótevékenységet. 1901-ben a növénymorfológia és növényélettan nyilvános rendes egyetemi tanára lett, egyúttal kinevezték a Budapesti Egyetemi Botanikus Kert igazgatójává. A növénytani tanszék szétválasztását követően, 1914-től a fővárosi tudományegyetem általános növénytani tanszéken oktatott. 1928-ban nyugdíjba ment, az egyetemről és a botanikus kert éléről egyaránt visszavonult.

## Munkássága
Főként növényélettannal és növényszervezettannal foglalkozott, kutatásait elsősorban a fejlődésélettani és teratológiai irányultság határozta meg. Első jelentősebb tudományos munkájával, a békabuzogányfélék és a gyékényfélék virág- és termésfejlődéséről szóló 1888-as dolgozatával elnyerte a Magyar Természettudományi Társulat Bugát-díját. A kender ivari fejlődésének, valamint a szulákfélék levélalak-változásának beható vizsgálatával rávilágított az egyed- és a törzsfejlődés egyes kérdéseire. Többek között igazolta, hogy az egyedfejlődés során megjelenő módosulások a környezeti hatások következtében alakulnak ki. Növényélettani kutatási eredményeit két kötetben tette közzé 1907-ben, illetve 1909-ben.
Mágócsy-DIetz erdészeti növénytannal (dendrológiával) is foglalkozott. A pályadíjat nyert, 1891 és 1896 között megjelent kétkötetes Erdészeti növénytan című munkában a magyarországi erdőalkotó fák sejttani, szövettani, élettani, növényföldrajzi és rendszertani áttekintését adta közre, míg a kötetek társszerzői (Fekete Lajos és Rejtő Adolf) az egyes fafajokat ismertették.
Fáradhatatlan tudományos ismeretterjesztő munkásságát mintegy háromszáz – legfőképp a Természettudományi Közlönyben, az Erdészeti Lapokban, illetve a Kertészeti Lapokban megjelent – folyóiratcikke tanúsítja. Nagy hangsúlyt helyezett a helyes és magyaros természettudományos szaknyelv továbbművelésére.
Tudományos eredményei elismeréseként 1897-ben a Magyar Tudományos Akadémia levelező, 1908-ban rendes, 1937-ben tiszteleti tagjává választotta. Tagja, később alelnöke, majd tiszteletbeli elnöke volt a Magyar Természettudományi Társaságnak. 1885-ben részt vett az Országos Magyar Kertészeti Egyesület megalapításában.

## Művei
- Rügy és levélkulcs, Budapest, 1882
- Adatok a növények, különösen az Euphorbiaceák tejnedvének ismeretéhez, Budapest, 1882
- A Sparganium Tourn. és Typha Tourn. virág és termés fejlődése, Budapest, 1887
- A növények talajálló irányának okairól, Budapest, 1887
- Erdészeti növénytan I–II., Budapest, 1891–1896 (Fekete Lajossal és Rejtő Adolffal)
- Kétszikű fás növények béldiaphragmája, Budapest, 1899
- Hazslinszky Frigyes élete és működése, Budapest, 1899
- Az élők világa : növény- és állatország, szerk. Entz Gézával, Budapest, 1907
- A növények táplálkozása, tekintettel a gazdasági növényekre, Budapest, 1909
- A növénytan múltja, jelene és jövője hazánkban, Budapest, 1926
- Erdészeti növénytan, Budapest, 1929–1941 (Fehér Dániellel)